# 中野誠也 (サッカー選手)
中野 誠也（なかの せいや、1995年7月23日 - ）は、静岡県浜松市出身 のプロサッカー選手。Jリーグ・ヴァンラーレ八戸所属。ポジションはフォワード（FW）。

## 経歴

### プロ入り前
中学生からジュビロ磐田の下部組織でプレー。高校生になるとプリンスリーグ東海で得点王を獲得し、ジュビロ磐田U-18の中心選手として活躍した。大学は筑波大学に進学。2016年に行われた全日本大学サッカー選手権大会では4試合で8得点を決めて得点王に輝いた。
2017年1月27日、ジュビロ磐田に内定したことが発表された。第97回天皇杯全日本サッカー選手権大会では初戦でJ3のY.S.C.C.横浜戦で2得点をきめて勝利に貢献すると、2回戦でJ1のベガルタ仙台相手にも得点を決め、さらに3回戦でもJ2のアビスパ福岡戦で2得点し、3試合連続でJリーグチームからの得点で番狂わせを起こした。福岡戦の翌日に加入内定の磐田へ特別指定選手に承認された事が発表された（背番号は37番）。天皇杯ではラウンド16大宮アルディージャ戦で敗れたものの、計5ゴールを挙げ、最終的にウーゴ・ヴィエイラ（横浜F・マリノス）と並び同大会の得点王となった。

### ジュビロ磐田
2018年、ジュビロ磐田に入団した。3月7日、ルヴァンカップ第1節の清水エスパルス戦で途中出場からプロ入り初出場を果たした。リーグ戦では、4月1日の第5節・対浦和レッズ戦で後半21分に松浦拓弥と交代で途中出場し、リーグ戦初出場を果たすも、後半39分に松本昌也と交代となり18分間のみの出場となった。4月18日、ルヴァン杯第4節の北海道コンサドーレ札幌戦でプロ入り初先発で初得点を決めた。5月9日、ルヴァン杯第5節の清水エスパルスとの静岡ダービーでは2得点を決めて勝利に貢献した。8月5日、J1第20節・対ベガルタ仙台戦で後半22分に大久保嘉人と交代で途中出場し、後半32分にリーグ戦初得点を挙げた。

### ファジアーノ岡山
2019年5月7日、ファジアーノ岡山へ翌年1月1日まで育成型期限付き移籍することが発表された。加入して5日後に行われた5月12日の京都サンガF.C.戦で、移籍後初出場を果たした。6月1日、第16節の愛媛FC戦で移籍後初得点を決めた。

### ジュビロ磐田復帰
2020年、ジュビロ磐田に期限付きから復帰を果たした。7月19日の第6節・ギラヴァンツ北九州戦で復帰後初ゴールを挙げ、9月5日の第17節・アルビレックス新潟戦では2得点を挙げる活躍を見せた。

### 大宮アルディージャ
2021年1月5日、大宮アルディージャへの完全移籍が発表された。
2022シーズン、チームは序盤から下位に低迷し残留争いを強いられ、自身も負傷によって離脱するが、夏場に復帰し終盤戦にかけて活躍。第40節山口戦では中野の2得点で勝利し残留を決めた。シーズン通して22試合出場で6得点を記録。

### アスルクラロ沼津
2024年7月、アスルクラロ沼津に期限付き移籍。

## 人物
2022年4月21日、フリーアナウンサーの松村澪と結婚したことを発表した。
香川真司に似ているためシンジと呼ばれる。中野も香川が好きなため気に入っている。ジュビロ磐田に練習参加した際もジェイ・ボスロイドから「!!! カガーワ！」と呼ばれた。

## 所属クラブ
- 聖隷jfc
- 2008年 - 2010年 ジュビロ磐田U-15
- 2011年 - 2013年 ジュビロ磐田U-18（磐田西高等学校）
- 2014年 - 2017年 筑波大学
  - 2017年7月 - 同年12月 ジュビロ磐田（特別指定選手）
- 2018年 - 2020年 ジュビロ磐田
  - 2019年5月 - 同年12月 ファジアーノ岡山FC (育成型期限付き移籍)
- 2021年 - 大宮アルディージャ
  - 2024年7月 - 同年12月 アスルクラロ沼津（期限付き移籍）
  - 2025年 -ヴァンラーレ八戸（期限付き移籍）

## 個人成績
| 国内大会個人成績 | 国内大会個人成績 | 国内大会個人成績 | 国内大会個人成績 | 国内大会個人成績 | 国内大会個人成績 | 国内大会個人成績 | 国内大会個人成績 | 国内大会個人成績 | 国内大会個人成績 | 国内大会個人成績 | 国内大会個人成績 |
| 年度             | クラブ           | 背番号           | リーグ           | リーグ戦         | リーグ戦         | リーグ杯         | リーグ杯         | オープン杯       | オープン杯       | 期間通算         | 期間通算         |
| 年度             | クラブ           | 背番号           | リーグ           | 出場             | 得点             | 出場             | 得点             | 出場             | 得点             | 出場             | 得点             |
| 日本             | 日本             | 日本             | 日本             | リーグ戦         | リーグ戦         | リーグ杯         | リーグ杯         | 天皇杯           | 天皇杯           | 期間通算         | 期間通算         |
| ---------------- | ---------------- | ---------------- | ---------------- | ---------------- | ---------------- | ---------------- | ---------------- | ---------------- | ---------------- | ---------------- | ---------------- |
| 2016             | 筑波大           | 11               | -                | -                | -                | -                | -                | 1                | 0                | 1                | 0                |
| 2017             | 筑波大           | 11               | -                | -                | -                | -                | -                | 4                | 5                | 4                | 5                |
| 2018             | 磐田             | 16               | J1               | 9                | 1                | 7                | 3                | 3                | 1                | 19               | 5                |
| 2019             | 磐田             | 16               | J1               | 1                | 0                | 3                | 2                | -                | -                | 4                | 2                |
| 2019             | 岡山             | 7                | J2               | 24               | 5                | -                | 2                | 1                | 26               | 6                |                  |
| 2020             | 磐田             | 16               | J2               | 33               | 8                | -                | -                | -                | -                | 33               | 8                |
| 2021             | 大宮             | 27               | J2               | 30               | 6                | -                | -                | 0                | 0                | 30               | 6                |
| 2022             | 大宮             | 27               | J2               | 22               | 6                | -                | -                | 0                | 0                | 22               | 6                |
| 2023             | 大宮             | 9                | J2               | 28               | 3                | -                | -                | 2                | 1                | 30               | 4                |
| 2024             | 大宮             | 11               | J3               | 7                | 1                | 1                | 0                | 1                | 0                | 9                | 1                |
| 2024             | 沼津             | 9                | J3               | 7                | 0                | -                | -                | -                | -                | 7                | 0                |
| 2025             | 八戸             | 99               | J3               |                  |                  |                  |                  |                  |                  |                  |                  |
| 通算             | 日本             | 日本             | J1               | 10               | 1                | 10               | 5                | 3                | 1                | 23               | 7                |
| 通算             | 日本             | 日本             | J2               | 137              | 28               | -                | -                | 4                | 2                | 141              | 30               |
| 通算             | 日本             | 日本             | J3               | 14               | 1                | 1                | 0                | 1                | 0                | 16               | 1                |
| 通算             | 日本             | 日本             | 他               | -                | -                | -                | -                | 5                | 5                | 5                | 5                |
| 総通算           | 総通算           | 総通算           | 総通算           | 161              | 30               | 11               | 5                | 13               | 8                | 185              | 43               |

- 公式戦初出場 - 2018年3月7日 ルヴァンカップ第1節・清水エスパルス戦（IAIスタジアム日本平）
- 公式戦初得点 - 2018年4月18日 ルヴァンカップ第4節・北海道コンサドーレ札幌戦（ヤマハスタジアム）
- Jリーグ初出場 - 2018年4月1日 J1第5節・浦和レッズ戦（エコパスタジアム）
- Jリーグ初得点 - 2018年8月5日 J1第20節・ベガルタ仙台戦（ヤマハスタジアム）

## タイトル

### チーム
筑波大学
- 全日本大学サッカー選手権大会（2016年）
- 関東大学サッカーリーグ戦（2017年）

### 代表
静岡県選抜
- 第66回国民体育大会（2011年）

ユニバーシアードサッカー日本代表
- 2017台北大会（2017年）

### 個人
- 高円宮杯U-18サッカーリーグ プリンスリーグ東海・得点王（2013年）
- Jユースカップ・得点王（2013年）
- デンソーカップサッカー・優秀選手（2016年）
- 関東大学サッカーリーグ・ベストイレブン（2016年、2017年）
- 全日本大学サッカー選手権大会・得点王（2016年）
- 全日本大学サッカー選手権大会・最優秀選手（2016年）
- 関東大学サッカーリーグ・得点王（2017年）
- SURUGA I DREAM Award（2017年）
- 天皇杯全日本サッカー選手権大会・得点王（2017年）

## 代表歴
- 静岡県選抜
  - 第66回国民体育大会（2011年）
- 関東大学選抜B
  - デンソーカップサッカー（2015年）
- 全日本大学選抜
  - デンソーカップサッカー（2016年、2017年）
- ユニバーシアードサッカー日本代表
  - 2017年台北大会（2017年）